# Plan Grande, Motozintla
Plan Grande är en ort i Mexiko.   Den ligger i kommunen Motozintla och delstaten Chiapas, i den sydöstra delen av landet, 900 km sydost om huvudstaden Mexico City. Plan Grande ligger 1 884 meter över havet och antalet invånare är 225.
Terrängen runt Plan Grande är bergig åt sydost, men åt nordväst är den kuperad. Terrängen runt Plan Grande sluttar söderut. Runt Plan Grande är det ganska tätbefolkat, med 78 invånare per kvadratkilometer. Närmaste större samhälle är Motozintla de Mendoza, 6,7 km sydost om Plan Grande. Omgivningarna runt Plan Grande är en mosaik av jordbruksmark och naturlig växtlighet.